# Conte di Niebla

Stemma del Conte di Niebla

I conti di Niebla sono un casato di grandi di Spagna, originario della Corona di Castiglia, che il re Enrico II concesse il 29 ottobre 1369 a Juan Alonso Pérez de Guzmán y Osorio, IV signore di Sanlúcar, in riconoscimento della sua fedeltà nella guerra per il mantenimento del trono contro il suo fratellastro Pietro I durante la prima guerra civile castigliana. La contea di Niebla fu il primo titolo ereditario di conte conferito ad un membro alieno alla famiglia reale e questo titolo viene tradizionalmente usato dagli eredi del ducato di Medina Sidonia.

## Storia
Enrico II fece sposare Juana Enríquez, figlia di Fernando Enríquez e di Beatriz de Castilla (figlia del monarca), con il quarto signore di Sanlúcar. La dote della sposa comprendeva le terre che avrebbero formato la contea di Niebla, comprendenti a città di Niebla, Trigueros, Beas, Rociana, Villarrasa, Lucena, Bonares, Calañas, Facanías, Paymogo e la campagna di Andévalo e, in un primo momento, Tejada, che ritornò in seguito sotto il controllo della Corona.
Nel 1445, la famiglia ottenne il più antico ducato di Medina Sidonia spagnolo nel 1445 dal re Giovanni II di Castiglia e divenendo di fatto la famiglia nobile più potente dell'Andalusia.

## Lista dei conti
| Da   | Al   | Conte di Niebla                                                                  |
| ---- | ---- | -------------------------------------------------------------------------------- |
| 1368 | 1396 | Juan Alonso de Guzmán, primo conte di Niebla                                     |
| 1396 | 1436 | Enrique Pérez de Guzmán, secondo conte di Niebla                                 |
| 1436 | 1468 | Juan Alonso de Guzmán, terzo conte di Niebla                                     |
| 1468 | 1492 | Enrique Pérez de Guzmán, quarto conte di Niebla                                  |
| 1492 | 1507 | Juan Alfonso Pérez de Guzmán, quinto conte di Niebla                             |
| 1507 | 1513 | Enrique Pérez de Guzmán, sesto conte di Niebla                                   |
| 1512 | 1518 | Alfonso Pérez de Guzmán, settimo conte di Niebla                                 |
| 1518 | 1542 | Juan Alfonso Pérez de Guzmán, ottavo conte di Niebla                             |
| 1542 | 1556 | Juan Claros de Guzmán, nono conte di niebla                                      |
| 1556 | 1615 | Alonso Pérez de Guzmán y Sotomayor, decimo conte di Niebla                       |
| 1615 | 1639 | Juan Manuel Pérez de Guzmán, undicesimo conte di Niebla                          |
|      |      | Alonso Pérez de Guzmán y Gómez de Sandoval, dodicesimo conte di Niebla           |
|      |      | Gaspar Alfonso Pérez de Guzmán, tredicesimo conte di Niebla                      |
|      |      | Manuel Pérez de Guzmán, quattordicesimo conte di Niebla                          |
|      |      | Francisco Pérez de Guzmán y Pérez de Guzmán, quindicesimo conte di Niebla        |
|      |      | Juan Alonso Pérez de Guzmán y Pérez de Guzmán, sedicesimo conte di Niebla        |
|      |      | Gaspar Juan Alonso Pérez de Guzmán el Bueno, diciassettesimo conte di Niebla     |
|      |      | Juan Claros Alonso Pérez de Guzmán el Bueno, diciottesimo conte di Niebla        |
|      |      | Manuel Alonso Pérez de Guzmán el Bueno, diciannovesimo conte di Niebla           |
|      |      | Domingo José Claros Alonso Pérez de Guzmán el Bueno, ventesimo conte di Niebla   |
|      |      | Pedro de Alcántara Alonso de Guzmán el Bueno, ventunesimo conte di Niebla        |
|      |      | José María Álvarez de Toledo, ventiduesimo conte di Niebla                       |
|      |      | Francisco Álvarez de Toledo y Palafox, ventitreesimo conte di Niebla             |
|      |      | Pedro de Alcántara Álvarez de Toledo y Palafox, ventiquattresimo conte di Niebla |
|      |      | Alonso Álvarez de Toledo y Caro, venticinquesimo conte di Niebla                 |
| 1905 | 1915 | José Joaquín Álvarez de Toledo, ventiseiesimo conte di Niebla                    |
| 1915 | 1955 | Joaquín Álvarez de Toledo, ventisettesimo conte di Niebla                        |
| 1955 | 2008 | Luisa Isabel Álvarez de Toledo, ventottesimo conte di Niebla                     |
| 2008 | ...  | Leoncio Alonso González de Gregorio, ventinovesimo conte di Niebla               |